# Exopropacris decipiens
Exopropacris decipiens är en insektsart som först beskrevs av Karsch 1900.  Exopropacris decipiens ingår i släktet Exopropacris och familjen gräshoppor. Inga underarter finns listade i Catalogue of Life.